# Sampson (kráter)
Sampson je malý impaktní kráter nacházející se blízko středu měsíčního moře Mare Imbrium (Moře dešťů) na přivrácené straně Měsíce. Má průměr 1,5 km, pojmenován je podle irsko-britského matematika a astronoma Ralpha Allena Sampsona.
Severovýchodně leží kráter Landsteiner, jihovýchodně výrazný Timocharis. Západně se táhne hřbet Dorsum Grabau, jižně Dorsum Higazy.